# Sexisme dans l'industrie technologique
 (novembre 2022).
Le sexisme dans l'industrie technologique est un sexisme professionnel manifeste, subtil ou caché, qui rend l'industrie technologique (en) un secteur moins accessible, moins accueillant et plus difficile pour les femmes. La participation des femmes dans l'industrie technologique varie selon les régions et se situe généralement autour de 4 % à 20 % selon la mesure utilisée. Les causes possibles de ce sexisme comprennent les stéréotypes de genre, les investissements influencés par ces stéréotypes, un environnement dominé par les hommes, un manque de sensibilisation au harcèlement sexuel et la culture associée à l'industrie elle-même.

## Statistiques

### Aux États-Unis
En 1970, 13,6 % des licences américaines en informatique et en sciences de l'information étaient attribuées à des femmes. En 1984, ce nombre est passé à 37,1 %,. En 2011, cependant, ce pourcentage a atteint son plus bas niveau après deux décennies et demie de déclin avec seulement 17,6 % des diplômes de premier cycle en informatique attribués à des femmes,. De 2007 à 2015, ce nombre est resté similaire, allant de 17,6 à 18,2 %. En 2018 et 2019, les dernières années pour lesquelles des données sont disponibles auprès du gouvernement américain, 19 % et 20 % des diplômes américains en informatique et en sciences de l'information ont été attribués respectivement à des femmes. Ce nombre est tellement faible qu'il fait l'objet de moqueries par la règle de Dave, qui stipule que si une équipe comprend autant de femmes que de personnes nommées Dave, elle a alors atteint un équilibre acceptable entre les sexes.
En mai 2014, Google a publié sur son blog officiel l'information selon laquelle seulement 30 % de ses employés dans le monde sont des femmes,.
En janvier 2015, le New York Times a annoncé que « les plus grandes entreprises technologiques ont publié des rapports montrant que seulement 30 % de leurs employés sont des femmes », le pourcentage d'employés techniques étant encore plus bas.
Un examen par le magazine Fortune des données disponibles pour les 92 sociétés de capital-risque basées aux États-Unis qui avaient optimisé « au moins un fonds de 200 millions de dollars ou plus » entre 2009 et 2014 a révélé que seulement 17 d'entre elles avaient au moins une partenaire féminine senior, et 4,2 % des « partenaires de niveau capital-risque » étaient des femmes.
Un site Web Open Diversity Data a été créé pour fournir un accès aux données sur la diversité pour des entreprises spécifiques. Les données ne sont à jour que jusqu'en 2017.
Seuls 11 % des cadres de la Silicon Valley et environ 20 % des développeurs de logiciels sont des femmes. Chez Google, seulement 18 % des employés techniques sont des femmes. En 2015, Sur la liste Forbes des Top Tech Investors, sur 100 investisseurs, seuls 5 % sont des femmes. Les femmes en technologie gagnent moins que les hommes, les hommes gagnant jusqu'à 61 % de plus que les femmes. « Les préjugés contre les femmes dans la technologie sont omniprésents », selon un éditorial d'octobre 2014 dans le New York Times.
Une enquête de 2015 intitulée L'éléphant dans la vallée[source insuffisante] a été menée auprès de deux cents femmes de haut niveau dans la Silicon Valley. 84 % des participants ont été ciblées par des remarques selon lesquelles elles étaient « trop agressives » au bureau, et 66 % ont dit qu'elles étaient exclus des événements importants en raison de leur sexe. De plus, 60 % des femmes ont déclaré avoir reçu des avances sexuelles non désirées dans leurs lieux de travail respectifs – dont la majorité provenaient d'un supérieur. Près de 40 % n'ont pas signalé les incidents par crainte de représailles.
Le New York Times a obtenu une copie de la feuille de calcul des salaires de Google en 2014, qui décrit les informations sur le salaire et les bonus de chaque employé. Cette feuille de calcul indique que chez Google, les femmes reçoivent des salaires inférieurs à ceux de leurs homologues masculins pour cinq des six titres de poste répertoriés dans la feuille de calcul.

## Études dans les médias

### Aux États-Unis

#### Dans les années 1990
Selon Anita Borg, chercheuse principale à Digital Equipment Corporation (DEC), les femmes « se heurtent chaque jour à un sexisme subtil ». À l'époque de cette déclaration, en 1997, une seule femme, Carol Bartz d'Autodesk, était directrice générale (PDG) parmi les plus grandes entreprises technologiques de la Silicon Valley, et seulement 5,6 % des 1 686 grandes entreprises technologiques de la région étaient dirigées par des femmes. C'était encore plus compliqué pour les femmes entrepreneures. Sur les 33,5 milliards de dollars de capital-risque investis dans la technologie de 1991 au deuxième trimestre de 1996, seulement 1,6 % sont allés à des entreprises lancées ou dirigées par des femmes.

#### Depuis les années 2010
L'événement de remise des prix Crunchies 2015, organisé par les blogs de l'industrie technologique de la Silicon Valley, a été critiqué pour son utilisation d'un langage désobligeant envers les femmes.
De multiples poursuites pour harcèlement et discrimination fondées sur le sexe dans la Silicon Valley ont retenu l'attention des médias. L'un des cas plus médiatisés est Pao v. Kleiner Perkins, un procès pour discrimination à l'encontre de Kleiner Perkins par Ellen Pao, alors PDG par intérim de Reddit, qui a été jugé en 2015,. Le procès de Pao, qui alléguait que Perkins s'était livré à deux poids deux mesures et lui avait refusé le poste d'associée principale, a abouti à une condamnation pour l'accusé. Trois jurés ont cité les « évaluations de performance de plus en plus négatives » de Pao comme principale justification du verdict.
Le 20 septembre 2016, l'employée de Tesla, AJ Vandermayden, a intenté une action en justice contre son entreprise pour discrimination sexuelle, représailles et autres violations du lieu de travail. Vandermayden a intenté ce procès après avoir appris que son salaire était inférieur à celui des huit autres employés, tous des hommes, avec lesquels elle travaillait le plus étroitement, malgré le fait que certains d'entre eux venaient de terminer leurs études. Elle a également été soumise à des normes beaucoup plus sévères afin de recevoir une promotion et une augmentation de salaire que beaucoup de ses collègues masculins avaient simplement reçues pour avoir travaillé dans l'entreprise pendant un certain temps.
Dans la Silicon Valley, une start-up de surveillance Verkada Inc. a été accusée de sexisme et de discrimination à l'égard des employées après qu'un directeur des ventes ait utilisé le système de reconnaissance faciale de l'entreprise pour harceler les travailleuses en les prenant en photo.

## Causes possibles
Il existe plusieurs causes et théories possibles pour expliquer le sexisme dans l'industrie technologique.

### Investissement et croyance consciente dans les différences sexuelles intellectuelles entre hommes et femmes
Certains chercheurs[Qui ?] qui étudient la discrimination dans l'industrie technologique affirment que puisque les décideurs de l'industrie technologique croient souvent que les hommes sont intrinsèquement plus compétents sur le plan technique que les femmes, ils pensent qu'il est économiquement plus judicieux d'employer du personnel technique masculin et d'accorder des budgets plus élevés au personnel masculin qu'au personnel féminin. Selon ce modèle d'explication, ces investissements conduisent à plus de possibilités offertes au personnel masculin de produire des résultats de haute qualité, ce qui à son tour renforce le biais statistique et est utilisé comme argument en faveur de la supériorité technique masculine, provoquant une prophétie autoréalisatrice. Ces chercheurs soutiennent que le principal problème ne réside pas dans les préjugés inconscients, mais dans la croyance consciente en des notions prétendument scientifiques relatives aux différences entre les sexes. Leur argument est que le pourcentage de femmes dans le travail technologique de très haut niveau a diminué malgré une baisse des préjugés sexistes traditionnels et inconscients (bien que les allégations soi-disant scientifiques sur les différences entre les sexes aient augmenté et puissent expliquer la discrimination accrue au sommet de la technologie). Ce modèle d'explication rend compte des discriminations systématiques à l'égard des femmes dans la technologie en les explique par des problèmes d'investissement économique spécifiques ; il ne suppose pas une structure patriarcale à l'échelle de la société ni même que la discrimination doit nécessairement favoriser les hommes dans tous les aspects de la société,.

### Stéréotypes de genre
Les hommes sont généralement considérés comme plus autoritaires et crédibles que les femmes. Dans les tâches perçues comme masculines par la société, les femmes ont moins d'influence et ne sont pas considérées comme des expertes. Ce n'est que lorsqu'une tâche est stéréotypée comme féminine qu'une femme a plus d'influence ou d'autorité qu'un homme,[source insuffisante]. La violation des normes stéréotypées de genre entraîne des sanctions sociales,.
On pense que les hommes sont plus sûrs d'eux-mêmes et motivés à maîtriser leur environnement [tandis que] les femmes sont considérées comme plus altruistes et soucieuses des autres.

### Rôle de l'éducation dans la petite enfance
Selon des études sur le développement de la petite enfance chez les enfants, les garçons préféraient les jouets techniques (par exemple, les véhicules à roues) tandis que les filles préféraient les jouets sociaux (par exemple, les animaux à fourrure),,. Il en va de même pour les enfants non humains : singes rhésus et vervets,.
Étant donné que les nourrissons interagissent avec d'autres humains dès la naissance, ne serait-ce que leurs parents, et absorbent rapidement les accents, le concept d'un stade pré-socialisé a été remis en question ; les singes qui ont été étudiés en primatologie sont ceux qui ont vécu à proximité des établissements humains et ont imité les habitudes humaines ; ainsi, il n'est pas possible d'affirmer qu'ils ne sont pas socialisés,. D'autres spécialistes disent qu'il n'y aurait pas de fonction évolutive pour un mécanisme cérébral qui commence à distinguer les phénomènes sociaux des autres phénomènes avant le début de la socialisation. Par conséquent, les distinctions entre les jouets antérieurs à la socialisation ne sont pas liées aux intérêts ultérieurs dans la vie,.
Certains primatologues soutiennent que puisque les femelles chimpanzés de certains groupes chassent et utilisent des outils au moins autant que les mâles, il n'y a pas de préjugé universel inné chez les primates pour que la technologie soit masculine.

### Culture des sciences, de l'ingénierie et de la technologie
Le Hidden Brain Drain, un projet de 2006, a analysé les carrières des femmes dans les industries SET (Science, Engineering, Technology). Il a constaté que les traits suivants de la culture SET, parfois appelée « l'effet Athéna », peut exclure les travailleuses : style de communication masculin et activités de groupe masculines ; horaires de travail insoutenables ; pression pour avoir des enfants ou s'en occuper ; manque de soutien organisationnel lors de la prise de risques.
Malgré la satisfaction que de nombreuses femmes trouvent dans les carrières en sciences, technologie, ingénierie et mathématiques (STEM), des études montrent que l'une des principales raisons pour lesquelles les jeunes femmes ne s'engagent pas dans les STEM dès leur plus jeune âge est due aux messages culturels négatifs qui les incitent à d'autres matières,. Cependant, l'industrie technologique elle-même n'est pas la seule responsable du manque de femmes dans les carrières STEM. L'éducation des enfants peut aussi jouer un rôle dans leur orientation scolaire. Selon Brown et Leaper, « de nombreux parents ont tendance à avoir des attentes plus élevées pour les fils que pour les filles en mathématiques, en sciences, en informatique et en sport ». 

### Environnement dominé par les hommes
Selon un essai paru dans The Atlantic, les femmes quittent l'industrie technologique deux fois plus vite que les hommes. En plus de cela, selon des études séparées, il existe premièrement un ratio hommes-femmes déséquilibré dans l'industrie technologique. On estime que les femmes ne représentent que 25 % des employés de l'industrie. Par ailleurs, 11 % des cadres de l'industrie technologique sont des femmes. Google a publié la répartition par sexe de son entreprise uniquement : 17 % des employés de l'entreprise sont des femmes. Étant donné que les hommes sont majoritaires dans l'industrie, les événements d'entreprise et les conférences de l'industrie ont tendance à répondre à leurs goûts, parfois d'une manière que certaines femmes perçoivent comme hostile, par exemple par l'embauche d'artistes féminines sexuellement provocantes. Des cas de harcèlement sexuel lors de tels événements sont également largement signalés. Ceci, combiné à une hostilité plus subtile telle qu'un humour masculin offensant, peut détourner les femmes de l'industrie, aggravant encore le déséquilibre démographique déjà présent.

### Manque de sensibilisation au harcèlement sexuel

#### Aux États-Unis
Le principe du harcèlement sexuel n'a été reconnu que récemment par le gouvernement fédéral des États-Unis comme une question juridique. Le premier cas signalé qui a conduit à la reconnaissance du harcèlement sexuel en tant que concept juridique remonte à 1977, dans lequel une femme a été licenciée de son travail pour avoir refusé les avances sexuelles de son patron. Neuf ans plus tard, en 1986, la Cour suprême des États-Unis a reconnu des cas comme ceux-ci comme du harcèlement sexuel et comme une violation du Civil Rights Act de 1964. Pourtant, l'idée de harcèlement sexuel n'était pas vraiment admise par le public jusqu'à ce qu'une affaire de 1991 contre un candidat à la Cour suprême soit portée devant le Congrès. Dans l'ensemble, le harcèlement sexuel n'a été pleinement reconnu par les États-Unis qu'à la fin des années 1900, ce qui a entraîné un manque d'incidents signalés jusqu'à ce moment-là, ainsi qu'une sensibilisation croissante, mais pas encore pleinement développée, du public à la question.

## Effets
En 2004, seulement 4 % de la main-d'œuvre d'ingénierie au Royaume-Uni étaient des femmes. Dans le domaine des technologies de l'information (TI), l'enquête Dice sur les salaires a estimé qu'entre 2008 et 2009, les femmes gagnaient un salaire en moyenne 12,43 % inférieur à celui des hommes. Cependant, il n'est pas clair si l'enquête Dice aborde spécifiquement la discrimination sexiste comme une cause possible des salaires moyens inférieurs réservés aux femmes dans la technologie, ou si l'écart de rémunération entre les hommes et les femmes peut être expliqué par des différences de formation, d'ancienneté, de compétence, d'heures supplémentaires, ou d'autres variables susceptibles d'affecter le salaire. Outre l'inégalité salariale, une étude suggère que les femmes sont souvent exclues des réseaux de travail informels et deviennent la cible d'intimidations telles que le harcèlement sexuel.

## Solutions proposées
Les rôles et les attentes actuels en matière de genre peuvent empêcher les femmes d'entrer, de se maintenir et d'avancer dans le domaine de la technologie. Pour lutter contre le sexisme dans la technologie, les chercheurs ont suggéré que les entreprises prennent leurs responsabilités et modifient leurs problèmes de structure organisationnelle au lieu d'attendre des femmes qu'elles s'adaptent à l'état actuel de l'environnement de travail. Un changement proposé serait d'avoir plus que de simples programmes de diversité ; les entreprises doivent s'assurer que leurs environnements de travail permettent à des personnes d'horizons et de processus de réflexion variés de travailler en collaboration pour atteindre les objectifs organisationnels. Selon Schiebinger, les femmes ne doivent pas s'assimiler au métier, elles doivent le modifier ; l'augmentation du nombre de membres de minorités dans l'informatique demeure sans grands effets si une industrie se montre peu accommodante. Ray McCarthy, professeur d'éducation technologique au collège, estime que les écoles ont un rôle à jouer pour résoudre le problème du sexisme dans l'industrie technologique. Il suggère que les salles de classe aient une atmosphère accueillante qui motive tous les élèves.
Plusieurs conférences telles que les conférences Grace Hopper Celebration of Women in Computing (en) ont permis aux femmes en technologie de poursuivre leur carrière dans un espace séparé de la plupart des hommes qui dominent la profession. De tels événements représentent à la fois une partie de l'industrie technologique qui est créée par et pour les femmes, et leur offrent une plate-forme à partir de laquelle avoir un impact sur le reste de l'industrie.
Une autre solution proposée est présentée par Project include, une organisation à but non lucratif qui a été créée dans le but de donner à chacun une chance équitable de réussir dans l'industrie technologique. En utilisant les trois valeurs clés d'inclusion, d'exhaustivité et de responsabilité, l'organisation s'efforce de trouver une solution aux problèmes de diversité et d'inclusion qui sont présents dans l'industrie technologique.
- inclusion : les entreprises devraient améliorer les opportunités pour les groupes sous-représentés
- globalité : recherche de solutions couvrant tous les aspects de l'entreprise, y compris la culture, les opérations et l'équipe
- responsabilisation : les entreprises doivent s'informer des résultats de leurs efforts

## Critique
Le chroniqueur de Forbes, Joseph Steinberg, a écrit qu'il avait été témoin de multiples situations sexistes, notamment celle d'un fondateur d'une entreprise technologique appelé Booth Babe lors d'un salon professionnel. Il a imputé le sexisme disproportionné de l'industrie technologique et le faible nombre de femmes dans le domaine au fait qu'un grand nombre de startups liées à l'informatique embauchent principalement de jeunes travailleurs, créant ainsi « un environnement dans lequel les équipes techniques de nombreuses entreprises se composent en grande partie de travailleurs qui sortent tout juste de l'université, donnant parfois aux entreprises une culture bro, conduisant à un sexisme qui décourage la participation des femmes ». Douglas Macmillan de Bloomberg Businessweek a appelé ce phénomène la « culture brogrammeur » (mot-valise renvoyant à la culture bro et aux programmeurs).
Un article de couverture paru dans le numéro du 15 janvier 2015 du magazine Newsweek, intitulé Ce que la Silicon Valley pense des femmes, s'est avéré controversé, à la fois en raison de son illustration, décrite comme « le dessin animé d'une femme sans visage portant des talons rouges pointus, sa robe relevée par une flèche de curseur », et son contenu, décrit comme « un article de 5 000 mots sur la culture effrayante et sexiste de l'industrie technologique »,. Parmi les personnes offensées par la couverture, il y avait le co-animateur de Today Show, Tamron Hall, qui a commenté : « Je pense que c'est obscène et juste méprisable, honnêtement. » Le rédacteur en chef de Newsweek, James Impoco, a expliqué : « Nous avons trouvé une image qui, selon nous, représentait ce que cette histoire disait de la Silicon Valley. . . Si les gens se mettent en colère, c'est qu'ils doivent l'être ». L'auteur de l'article, Nina Burleigh, a commenté: « Où étaient toutes ces personnes offensées lorsque des femmes comme Heidi Roizen ont publié des récits d'un investisseur en capital-risque mettant sa main dans son pantalon sous une table pendant qu'un accord était en cours de discussion ? »
Selon l'économiste Leo Dobusch, la création de Wikipédia a été favorisée par le mouvement open source, associé à une culture de hacker virile. Les wikipédiennes critiquent abondamment le ton grossier et l'atmosphère virile générale qui règne dans la plateforme.

## Intersectionnalité
Les cas de discrimination sexuelle dans l'industrie technologique concernent souvent non seulement le sexe, mais aussi la race. Les femmes de couleur sont particulièrement touchées par la discrimination sexuelle car elles sont confrontées à deux vecteurs d'oppression : le sexisme et le racisme. Il a été rapporté dans un rapport sur la diversité de 2014 que les femmes représentent 17 % des employés de Google. Dans ce même rapport, il a été constaté que les Hispaniques représentent 2 % des employés de Google et les Afro-Américains ne représentent que 1 %. Parce qu'il s'agit d'un domaine considéré comme une méritocratie, les entreprises technologiques hésitent souvent à modifier la démographie de leurs employés.

## Incidents
En 2012, les femmes ont créé des cartes de « mouvement rampant », en rouge, jaune et vert, à distribuer lors de la conférence sur la sécurité DEF CON comme indication de ce qu'elles percevaient comme un comportement inapproprié de la part des hommes. La conférence de 2013 a présenté un jeu télévisé intitulé Hacker Jeopardy (une parodie de Jeopardy !), dans lequel l'hôtesse Vinyl Vanna présidait en retirant un vêtement à chaque bonne réponse.
Le 17 mars 2013 durant la conférence annuelle de Pycon, deux hommes discutent derrière Adria Richards, une développeuse et féministe noire consultante en technologie pour la société SendGrid, quand un troisième se joint à la conversation pour faire des blagues, impliquant des jeux de mots autour du concept de forking et de dongle (un équipement électronique comme une clef USB qui s'introduit dans un autre appareil pour en étendre les capacités techniques) avec des sous entendus sexuels selon Richards. Cela a conduit à une controverse connue sous le nom de Donglegate, qui comprenait des objections selon lesquelles Richards elle-même avait récemment fait des blagues en ligne sur la taille du pénis d'un homme. En conséquence, l'un des hommes a été licencié avec Richards elle-même.
En septembre 2013, une application appelée Titstare a fait ses débuts lors de la conférence TechCrunch Disrupt. Son sujet, les hommes fixant les seins des femmes, s'est avéré trop difficile pour plusieurs commentateurs. Après avoir défendu l'application contre les allégations de misogynie sur Twitter, Pax Dickinson, directeur de la technologie de Business Insider, a été contraint de démissionner. Dickinson a écrit plus tard des excuses, qui ont été publiées sur VentureBeat. Sa cofondatrice et ancienne partenaire commerciale, Elissa Shevinsky, a écrit un article intitulé That's It — I'm Finished Defending Sexism In Tech, et a déclaré : « J'avais défendu le droit de DefCon de faire ce qu'il voulait. J'avais suggéré sur Twitter que Women 2.0 et le Hacker Dojo lancent une conférence sur la sécurité alternative. J'ai eu tort. Je reprends ça. Nous ne devrions pas avoir à le faire »,. Une grande partie de la critique est apparue sur Twitter, avec un tweet représentatif déclarant : « Voilà ma tentative d'enseigner à ma fille de 9 [ans] à quel point l'industrie technologique est accueillante pour les femmes ».
Lors du festival SXSW 2015, la directrice de la technologie de la Maison Blanche, Megan Smith, a été interrompue à plusieurs reprises par le président exécutif de Google, Eric Schmidt, lors d'une table ronde sur le « sexisme dans la technologie ». Le responsable du programme Unknown Bias de Google l'a souligné lors de la discussion et a reçu les applaudissements du public.
Le 5 octobre 2015, le développeur de logiciels Sage Sharp, connu pour avoir contribué au support USB3 de Linux et coordonné Outreachy, a révélé qu'il avait cessé d'écrire des correctifs du noyau après s'être senti contrarié et avoir vu ce qu'il appelait des « blagues subtiles sexistes ou homophobes » sur la liste de diffusion. Tout en notant que le manque de ressources de la communauté était en partie à blâmer, ils se sont référés à des discussions passées dans lesquelles ils ont vivement critiqué les attitudes de Linus Torvalds et Ingo Molnár. Le lendemain, Matthew Garrett a déclaré qu'il quitterait également le développement du noyau et était d'accord avec l'évaluation de Sharp sur le style de communication de Torvalds. Un développeur du noyau, James Bottomley, les a exhortés à reconsidérer et a déclaré que la liste de diffusion avait fait des efforts pour accroître la civilité au cours des deux années écoulées depuis les affrontements les plus virulents impliquant Sharp.
Un mois après les messages de Sage Sharp, Eric S. Raymond s'est adressé aux lecteurs pour affirmer que les groupes de défense des femmes cherchaient des opportunités d'accuser Linus Torvalds et d'autres personnalités open source d'agression sexuelle lors de conférences techniques. Le message contenait les journaux d'un chat IRC avec un contact anonyme qui affirmait que l'Initiative Ada avait de tels objectifs. La source a affirmé qu'« ils lui ont fait plusieurs courses », et par conséquent, il n'était plus disposé à risquer d'encadrer des femmes qui sont déjà dans l'industrie technologique. Il a ensuite expliqué que Linus Torvalds ne passait plus de temps seul lors de conférences, auxquelles Eric S. Raymond a répondu en déclarant qu'il suivrait les conseils implicites de sa source.
En 2015, Ellen Pao, une employée de Caufield & Byers, a accusé les entreprises de créer un environnement criblé de sexisme qui a eu un fort impact sur sa carrière. Lors d'un voyage d'affaires pour l'entreprise, un incident s'est produit au cours duquel un employé masculin est venu dans sa chambre d'hôtel et lui a fait une proposition. La firme a négligé de reconnaître le comportement de cet homme comme du harcèlement sexuel, alors même que d'autres incidents similaires concernant cet individu avaient été rapportés.

### Polémique Nadella
Lors d'une allocution lors de la Grace Hopper Celebration of Women in Computing (en) le 9 octobre 2014, le PDG de Microsoft, Satya Nadella, a déclaré que les femmes ne devraient pas demander d'augmentation et devraient faire confiance au système,,,. Nadella déclare : « Il ne s'agit pas vraiment de demander l'augmentation, mais d'avoir confiance dans le fait que le système vous donnera réellement les bonnes augmentations au fur et à mesure », selon un enregistrement sur le site Web de l'événement.
Microsoft a publié des excuses sur son site Web ; Nadella y écrit : « J'ai complètement mal répondu à cette question ». Il déclare également : « Je pense que les hommes et les femmes devraient recevoir un salaire égal pour un travail égal. Et quand il s'agit de conseils de carrière, si vous pensez que vous méritez une relance, vous n'avez qu'à demander ».

### C Plus Égalité
En novembre 2013, une utilisatrice de HASTAC nommée Arielle Schlesinger, étudiant la relation entre la théorie féministe et les paradigmes de programmation, a publié un article sollicitant des commentaires sur la création d'un langage de programmation féministe. 
Plus tard cette année-là, un groupe se faisant appeler la Feminist Software Foundation a publié un langage appelé C Plus Equality (C+=) avec une syntaxe similaire à C++. Bien qu'annoncé comme le type de langage de programmation féministe que Schlesinger avait en tête, le but présumé du code était de faire la satire de la partie de la culture Internet axée sur la justice sociale et comprenait de nombreuses références au viol, au boogeyman et aux avertissements déclencheurs. 
C+= a été originairement publié sur GitHub mais a été supprimé pour violation des conditions d'utilisation de GitHub, déplacé plus tard vers Bitbucket. Il a ensuite été déplacé vers Bitbucket mais après un débat avec l'équipe juridique, il a été supprimé le 19 décembre 2013.

### Mémo «Chambre d'écho idéologique de Google»
Dans une note interne sur la position idéologique de Google à l'égard de la diversité, appelée Google's Ideological Echo Chamber, il est avancé que Google avait mis fin à la conversation sur la diversité et suggéré que l'inégalité entre les sexes dans l'industrie technologique était en partie due aux différences biologiques entre les hommes et les femmes.